# Jüngling von Marathon

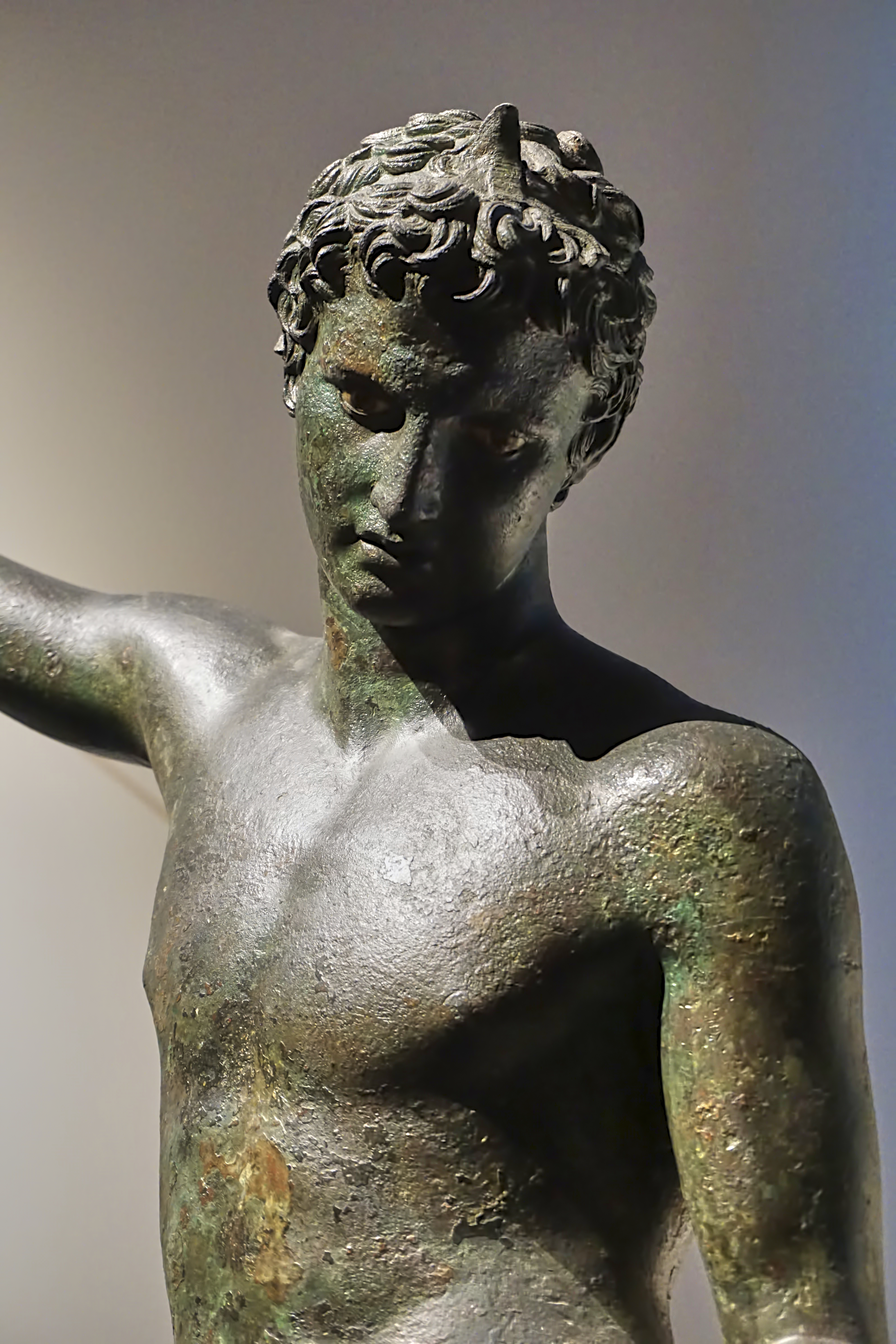
Jüngling von Marathon (Detail)

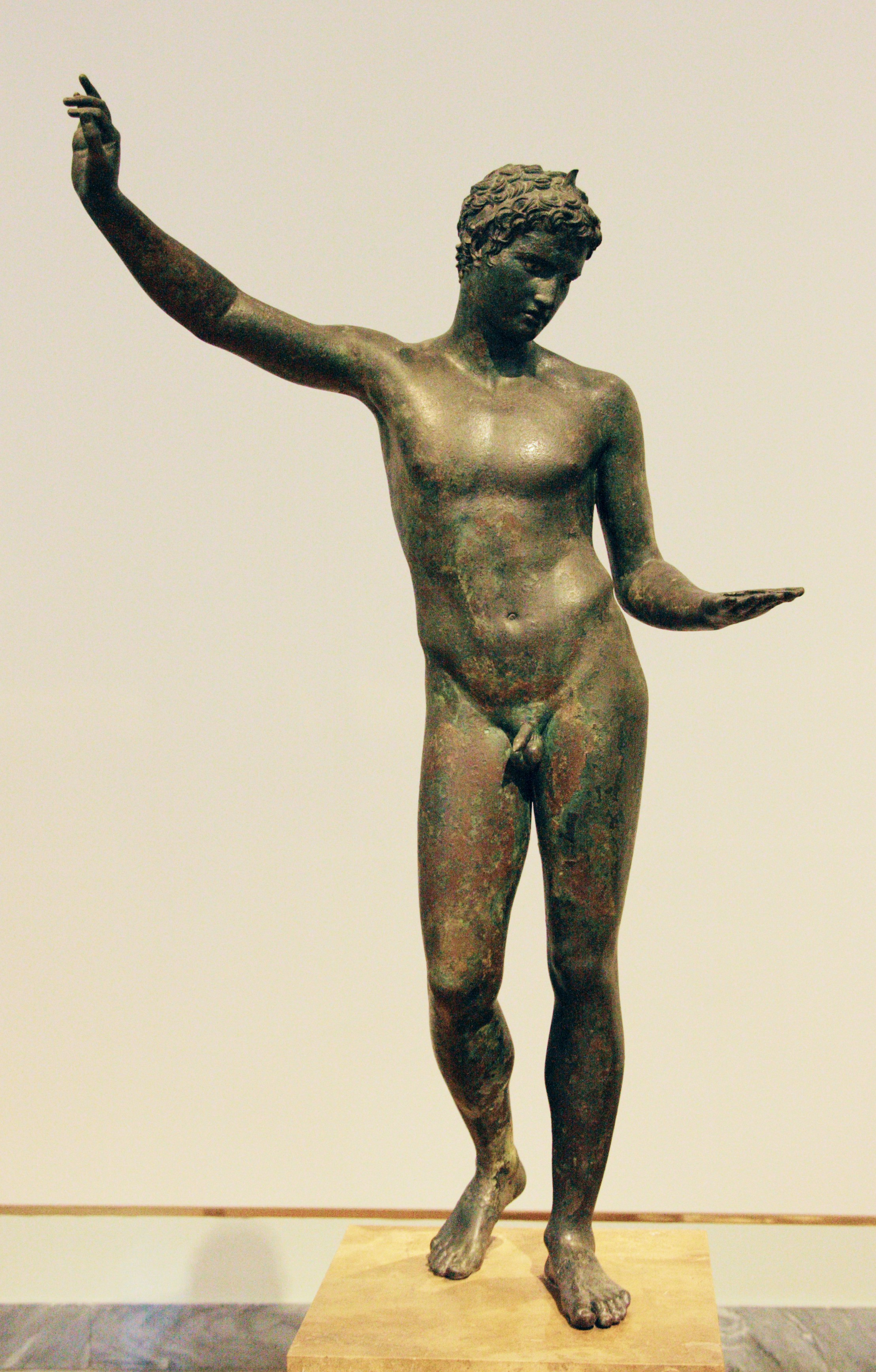
Jüngling von Marathon (Gesamtansicht)

Der Jüngling von Marathon (auch Ephebe von Marathon) ist eine unterlebensgroße Bronzeplastik, die 1925 in der Bucht von Marathon gefunden wurde und seither im Archäologischen Nationalmuseum in Athen zu sehen ist (Inventar-Nummer 15118). Das der griechischen Spätklassik zugeordnete, auf 340–330 v. u. Z. datierte Kunstwerk wird der Schule des Bildhauers Praxiteles zugeschrieben oder mit dem Bildhauer Lysippos in Verbindung gebracht.

## Fund
Die Statue wurde im Juni 1925 von Fischern mit dem Netz geborgen; als Fundort wurde „die Bucht von Marathon zwischen der Küste und einer kleinen Insel“ festgehalten. Als mögliche Gründe für diesen Fundort gelten ein Schiffbruch, der Abwurf von Ballast in einer Gefahrensituation oder eine gezielte Entsorgung der Statue im Meer. Andere bedeutende unter Wasser gefundene Bronzestatuen sind der 1878 in den Kunsthandel gebrachte Jüngling von Salamis und der 1926 und 1928 gehobene Poseidon vom Kap Artemision.

## Beschreibung
Ein Jüngling oder Ephebe ist ein nicht mehr knabenhafter und noch nicht erwachsener junger Mann. Die Darstellung ist 130 cm hoch und damit unterlebensgroß. Der Kontrapost ist komplex – vielleicht lehnt sich die Figur mit der rechten Hand an eine Säule. Der Bronzeguss ist ungewöhnlich gut erhalten. Bearbeitungen sind nur an der linken Hand, der linken Ferse und der rechten Fußsohle zu erkennen: Die Hand wurde noch in der Antike umgestaltet (vermutlich der römischen), Ferse und Fußsohle wurden im 20. Jahrhundert restauriert. Offenbar trug die umgestaltete linke Hand einen flachen Gegenstand – der sich aber nicht erhalten hat. Zur Diskussion gestellt wurde u. a. „ein Tablett mit Geräten zum Opfern“. An Augen und Brustwarzen sind Einlegearbeiten zu verzeichnen: Das Material der Augäpfel ist weißer Stein; die Iris sind aus schwarz gerandetem, nach innen hin gelblichem Glasfluss gearbeitet; die Pupillen fehlen und waren ursprünglich in Metall eingestiftet; die Brustwarzen bestehen aus Kupfer.

## Wirkungsgeschichte
Von der Statue wurden und werden zahlreiche Reproduktionen hergestellt. So befindet sich ein Gipsabguss in der Abguss-Sammlung Antiker Plastik der Freien Universität Berlin.